# Juan Antonio Pacheco
Juan Antonio Pacheco Paniagua (Badajoz, 1948) es filólogo arabista, traductor y escritor español especializado en la cultura y el pensamiento árabe y del Islam. Fue Profesor Titular de Estudios Árabes e Islámicos de la Universidad de Sevilla y Vicedecano de la Facultad de Filología. En 1992 recibió el Premio Internacional de Ensayo V Centenario del Ateneo de Sevilla.

## Biografía
Nació en Badajoz y realizó sus estudios de Bachillerato en Sabadell, titulándose en Magisterio y Pedagogía Terapéutica en Barcelona (1968). Consiguió su primer trabajo como docente en Sabadell, mientras estudiaba Filosofía y Letras en la especialidad Filosofía y Filología Semítica, en la Universidad de Barcelona.

Con inquietudes artísticas hacia el dibujo y la pintura, su obra ha sido expuesta en Castilla-La Mancha y Barcelona en diversas exposiciones colectivas y en dos individuales en Guadalajara y Madrid.

## Carrera Docente e Investigación
Licenciado en Filosofía y en Filología Semítica (Árabe e Islam) por la Universidad de Barcelona (1972) con la tesina Extremadura en los geógrafos árabes, es Doctor en Filosofía y Letras (Filología Árabe e Islam) por la Universidad Autónoma de Madrid (1987). 

Fue Profesor Ayudante en la especialidad de Árabe e Islam en la Universidad de Barcelona (1972-74) y catedrático de Instituto, impartiendo Filosofía en Albacete y Guadalajara (1978-89).

Desde los años setenta ha desarrollado una extensa obra y reflexión sobre el mundo árabe, desde temas contemporáneos a la historia de su pensamiento clásico.

Su tesis doctoral La obra literaria e intelectual de Suhayl Idris (1987) fue dirigida por el catedrático y arabista Pedro Martínez Montávez. La investigación doctoral profundiza en la figura de Suhayl Idris, intelectual libanés fundador de la revista Al-Adab (Las Buenas Letras) que dio a conocer la obra de Jean Paul Sartre y el existencialismo en el ámbito de la cultura árabe. 

En 1989 comenzó su relación profesional y pedagógica con la Universidad de Sevilla como Profesor Interino de Estudios Árabes e Islámicos, y desde 1991 y hasta su jubilación en 2015 como Profesor Titular de Estudios Árabes e Islámicos. Entre 1997 y 2005 ejerció como Vicedecano de la Facultad de Filología de la misma universidad. También ha sido docente en la Universidad de Amán de Jordania.

Su labor pedagógica y de investigación le ha llevado a ser miembro de diferentes instituciones académicas: Grupo de Investigación de Estudios Árabes Contemporáneos de la Universidad de Granada, Instituto de Estudios albacetenses y Consejo Asesor de Casa Árabe. Esta labor de investigación le llevó a fundar en 2003 el Círculo de Estudios Árabes, del que es presidente.

## Pensamiento y Obra
Su pensamiento y obra abarcan tres temáticas que se interrelacionan entre sí: el pensamiento y la cultura del Islam clásico, el pensamiento árabe e islámico moderno y contemporáneo, y la traducción de obras directamente del árabe al castellano.

### Pensamiento árabe e islámico clásico
El estudio del pensamiento árabe e islámico clásico dedica especial atención al pensamiento y espiritualidad de al-Ándalus y a la figura de Ibn Arabi. Todo ello se ha plasmado en el libro La espiritualidad islámica en la Andalucía Medieval, en el que realiza un repaso de forma breve y esquemática por las figuras más destacadas de la espiritualidad andalusí. Los cronistas de la época señalaban el sentido de la mesura y el gusto por las cosas del espíritu como algo propio de al-Ándalus.

Mediante Averroes: una biografía intelectual, el profesor Pacheco establece la hipótesis de que uno de los antídotos ante el integrismo es el pensamiento de este filósofo cordobés que muestra la inmensidad de la cultura islámica y su componente racional.

En Filosofía y pensamiento espiritual en al-Andalus, se aborda la polémica desarrollada por los filósofos musulmanes del Medievo sobre las relaciones entre espíritu y razón y, por lo tanto, entre fe y ciencia.

### Pensamiento árabe e islámico moderno y contemporáneo
Está reflejado en varios libros y artículos que conectan con la actualidad. Como estudioso y gran conocedor de la cultura clásica del Islam y de la herencia dejada por los filósofos árabes de al-Ándalus, el arabista Pacheco ofrece distintas claves para comprender la cultura islámica contemporánea. 

Su libro El pensamiento árabe contemporáneo: Rupturas, dilemas, esperanzas, es considerado por la socióloga Gema Martín Muñoz, especializada en el islam contemporáneo, como la explicación de la interpenetración de la cultura árabe y occidental que va mucho más allá de las cortapisas de la metodología filosófica de Occidente. 

El profesor, gran conocedor de la cultura y la sociedad contemporánea del Magreb, considera que no hay un Islam uniforme, y que sus creencias básicas son compatibles con la democracia. También asume que una mayoría de la población musulmana, poco leída, es la que incorpora una espesa capa de costumbre a las creencias básicas, y que son estas costumbres las que frenan la evolución. Su profundo conocimiento de la cultura de al-Ándalus le permite asegurar que Andalucía podría jugar un papel mucho más destacado en el diálogo con el islam.

	Mediante la traducción de textos árabes por primera vez al castellano, muestra parte de las preocupaciones actuales del mundo islámico.

## Publicaciones

### Pensamiento árabe e islámico clásico

#### Libros
- La espiritualidad islámica en la Andalucía Medieval. Ed. Mergablum, Sevilla, 2001.
- Averroes: una biografía intelectual. Ed. Almuzara. Córdoba, 2011.
- Filosofía y pensamiento espiritual en al-Andalus. Ed. Almuzara. Córdoba, 2017.

#### Artículos
- “Ibn Arabi: Número y Razón”, en Symbolisme et Hermenéutique dans la pensée d´Ibn Arabi. Institut Français du Proche Orient. Damasco, 2007 (pp. 99-113).
- “Ibn Arabi and Aristotelian Logic”, Ishraq, 3, Islamic Philosophy Yearbook. Moscú, 2012 (pp. 201-220).

### Pensamiento árabe e islámico moderno y contemporáneo

#### Libros
- El pensamiento árabe contemporáneo: Rupturas, dilemas, esperanzas. Ed. 	Mergablum. Sevilla, 1999.
- Al- aqlanniyya fi-l-fikr al- arabi al-mu´asir (El racionalismo en el Pensamiento árabe contemporáneo) Ed. Dar al-Fikr. Damasco, 2012.

#### Artículos/capítulos de libro
- “El Islam como religión y cultura”, en El Islam, una perspectiva histórica para entender el presente, Mundo Revistas, Barcelona, 2001, pp. 25-38.
- “El pensamiento árabe como espacio de controversia ideológica”, en El mundo árabe e islámico ante los retos del futuro. Biblioteca de Bolsillo, Universidad de Granada, 2004, pp. 247-265.
- “La modernización del Islam en el pensamiento árabe”, en Sociedad y política en el Mundo Mediterráneo actual. Publicaciones del Instituto Egipcio de Estudios Islámicos, Madrid, 2007, pp. 133-149.
- “Positivismo y vitalismo en el pensamiento religioso de Muhammad Iqbal”. Al-Andalus Magreb: Estudios árabes e islámicos, ISSN 1133-8571, Nº 5, 1997, págs. 223-254 Disponible en línea: https://dialnet.unirioja.es/servlet/articulo?codigo=179976

### Traducciones con Introducción y notas
- La Nueva Mujer de Qásim Amin. Instituto Egipcio de Estudios Islámicos. Madrid, 2000.
- El Islam y los fundamentos del poder de Ali Abd al-Ráziq. Editorial Universitaria. Granada, 2007.
- La Epístola de la Unicidad de Muhammad Abduh. Ed. Arcibel, Sevilla, 2013.

## Enlaces relacionados
- Fundación Euroárabe.
- Círculo de estudios árabes.